# Elisa Agost Gómez
Elisa Agost Gómez (Castelló de la Plana, 1909 - 1981), coneguda com a Eliseta la Bordadora, fou una brodadora i pintora castellonenca.
Filla de Vicente Agost i Elisa Gómez, el sobrenom d'aquesta pintora era perquè va instal·lar un taller de brodats a Castelló on assistia un nombrós grup de joves castellonenques per aprendre a brodar i fer els seus aixovars. Fins i tot va haver d'organitzar torns de matí i de vesprada per a poder atendre tot l'alumnat. Va ser alumna de Vicent Castell a la seua acadèmia de dibuix i pintura, on va coincidir amb pintores com ara Carmen Palau, Carme Noguera i Consuelo Ferrer, entre altres pintores castellonenques. Tota la seua obra són còpies conservades en domicilis particulars d'alguns familiars.
Per raons de la seua condició femenina abandonà la pintura i es dedicà exclusivament al dibuix per als brodats, treball considerat com a artesà i encara no reivindicat com a creació artística, com a única possibilitat d'aconseguir ajuda econòmica per a la família. Al seu taller, que va muntar ella mateixa a la planta baixa de sa casa i on va arribar a tenir trenta màquines i diversos torns d'assistència, va dedicar tota la seua vida a l'ensenyament del dibuix i de brodats per a les joves castellonenques. Aquestes aprenien a fer el seu propi aixovar i a cosir i brodar, coneixements bàsics a l'hora de contraure matrimoni.
Destaca en el seu sistema d'ensenyament l'ús de l'anomenat drap, on les alumnes practicaven tota mena de diferents punts de brodat abans de començar la feina. Es va preocupar que una filla seua, Elisa Pascual, que va morir molt jove, aprenguera a pintar amb autors com Rafael Guallar i amb Carme Noguera, també alumna de Castell.